# José Miguel Agrelot
Giuseppe Michel Agrelot Vilá (Santurce, 21 de abril de 1927-San Juan, 28 de enero de 2004), conocido como José Miguel Agrelot o Don Cholito, fue un popular comediante y presentador de radio y televisión de Puerto Rico. 
Su abuela era italiana, y Giuseppe Michel se crio en Estancias de Tortuguero en Vega Baja.

## Biografía
Agrelot nació en Santurce, Puerto Rico de ascendencia italiana. Fue el tercero de cuatro hijos de Felipe Agrelot y Ana Luisa Vilá; su hermana Ana Mercedes, más tarde también se convirtió en actriz de comedia a tiempo parcial. Comenzó a trabajar en estaciones de radio cuando tenía 14 años. En ese momento, era empleado del empresario radial Tomás Muñiz, entonces gerente general de WIAC-AM y padre del luego productor y actor Tommy Muñiz. Durante este período Agrelot desarrolló su primer personaje cómico, Torito Fuertes, un travieso niño de ocho años para un programa de comedia familiar patrocinado por Borden, Inc. y suleche evaporada (el nombre Torito Fuertes era un juego de palabras con "ternero fuerte", una consecuencia deseable de beber buena leche). Más tarde, el personaje tomó vida propia en un programa de radio primero llamado el Profesor Colgate (patrocinado por la pasta de dientes insignia de Colgate-Palmolive) y luego llamado El Colegio de la Alegría (La escuela de la alegría). Este programa presentó a Tommy Muñiz como el maestro de escuela de un aula bastante disfuncional.
La edición de 2003 del libro Guinness de Récords incluyó su programa Su alegre despertar en la categoría de programa de radio diario más duradero, después de 53 años de emisión ininterrumpida.
También cabe destacar que el nombre del famoso coliseo nombrado amablemente como ''El Choliseo'' tiene en honor su nombre.
Fue miembro de la fraternidad Phi Sigma Alfa

## Programas
Otros programas suyos, en la televisión puertorriqueña, fueron:
- El colegio de la alegría
- El profesor Colgate
- La criada malcriada
- El especial de corona
- Desafiando a los genios
- Haciendo Historia
- El show del mediodía (en el papel de Don Cholito)
- Parece increíble
- Ja ja, ji ji, jo jo con Agrelot

## Personajes
Agrelot creó los siguientes personajes:
- "Don Pulula", un pastor evangélico de modales apacibles con una propensión a los dobles sentidos suaves (modeló su voz a partir de la de Rafael Quiñones Vidal, un presentador de televisión puertorriqueño).

- "Mario Trauma", un paciente mental enloquecido que constantemente gritaba en falsete y en realidad estaba más cuerdo que las personas que lo rodeaban (modeló su voz a partir de un coordinador de piso en WAPA-TV).

- "Pasión", una solterona que busca desesperadamente compañía masculina.

- "Serafín Sin Fin y Sin Meta", un hombre afeminado con una mancha de nacimiento en forma de corazón en la mejilla (mientras afirmaba que Serafín no era homosexual y nunca le hizo un pase a nadie durante la carrera del personaje, Agrelot enfrentó protestas del capítulo local de GLAAD y descontinuó el personaje).

- "Soldado Manteca", un inepto personaje parecido a Beetle Bailey que era parte del Ejército de los Estados Unidos (Agrelot lo describió una vez como Torito Fuertes, todo adulto).

- "Cerebrito Ligon", un hombre que afirmaba ser un peeping Tom, pero no se atreven a pío. Un episodio famoso tuvo a una joven Alida Arizmendi, luego legisladora puertorriqueña, enfrentándose a él mientras intentaba colarse en un gimnasio solo para mujeres.

- "Speedy González", un manitas que hablaba galimatías extremadamente rápido, que siempre cobraba US$ 10,00 por sus servicios (luego aumentó a US$ 20,00 debido a la inflación). Este personaje era uno de los favoritos de Benicio del Toro .

- "Don Remigio Rodríguez y Rodríguez", un hombre de negocios casi catatónico, sumamente franco (y dueño de Rodríguez y Rodríguez Sociedad en Comandita) que tenía predilección por los gestos faciales y por sacar la lengua. Tuvo una disputa permanente con Joaquín, el dueño de la tienda de origen español al otro lado de la calle (interpretado por el actor español Ricardo Fabregues), a quien insultaba constantemente.

- "¡Joaquín, pillo!" Don Rodríguez luego protagonizó la película Sunshine Logroño.

- "Chona, La Puerca Asesina".

- "El Juez", un personaje modelado después de la carne de porcino Markham y Sammy Davis, Jr. 's 'Here Come Da juez' carácter (más de Davis de Markham) que tenía un enorme mazo y lo utilizaría contra la cabeza de un acusado si es necesario durante los ensayos

- "Don Segismundo", el alcalde de Trujillo Bajo, un municipio ficticio en Puerto Rico (Agrelot dijo una vez que Segismundo era en realidad Don Rodríguez y Rodríguez convertido en servidor público).

- "Pancho Matanzas " , un inmigrante cubano que, como muchos hicieron en ese momento, vendía cualquier cosa para mantenerse a sí mismo y a su familia.

- "Juan Macana" , un policía no muy brillante, placa de la PPR número 13,378[4] que popularizó en Puerto Rico una frase que Agrelot escuchó constantemente en México durante una de sus giras: "Sí, ¿cómo no?" ("¿Si, Por qué no?")

Agrelot también parodiaba personajes famosos del cine y el cine en su programa de comedia, "Ja Ja, Ji Ji, Jo Jo Con Agrelot". Su parodia más famosa fue la de Marlon Brando como Vito Corleone en la trilogía cinematográfica El padrino.
Agrelot apareció como padre Ambrosio, un cura, en Jacobo Morales 's Dios los Cría II. También jugó un papel dramático importante en una miniserie de televisión, nadie lo va a saber, en 1991.